# Военно-морской флаг Российской Федерации
Вое́нно-морско́й флаг Росси́йской Федера́ции — флаг Военно-Морского Флота Российской Федерации и кормовой флаг военных кораблей российского военно-морского флота.

## Описание и назначение
Военно-морской флаг Российской Федерации представляет собой белое прямоугольное полотнище, пересечённое синим диагональным (Андреевским) крестом. Отношение ширины флага к его длине — два к трем. Отношение ширины концов креста к длине флага — один к десяти.
Действующим Корабельным уставом ВМФ Российской Федерации установлено:

Глава 15:

<…>
1.  Военно-морской флаг, поднятый на корабле Военно-Морского Флота, является Боевым Знаменем корабля. Он символизирует государственную принадлежность и неприкосновенность корабля, плавающего под ним, а также готовность корабля защищать государственные интересы Российской Федерации на морских и океанских рубежах.
Военно-морской флаг является символом воинской чести, доблести и славы, служит напоминанием каждому члену экипажа корабля о героических традициях и священном долге защиты Отечества.
2. Корабли Военно-Морского Флота ни при каких обстоятельствах не спускают своего флага перед противником, предпочитая гибель сдаче врагам Отечества.

<…>
1.  Военно-морской флаг на кораблях поднимается:
на ходу — на гафеле (на кормовом флагштоке);
при стоянке на якоре (бочке, швартовах) — на кормовом флагштоке.

— Корабельный устав ВМФ

## История флага

Предполагаемый[2] проект флага корабля «Орёл» (1668−1670), а также флаг российских кораблей при штурме Азова в 1696 году[3]
Флаг Царя Московского[4][5]
(1693−1709[4][Комм 2]),
реконструкция[4], [Комм 3]
Один из вариантов российского военно-морского флага по эскизу Петра I 1699 года[6]
Другой вариант российского военно-морского флага по эскизу Петра I 1699 года[6]

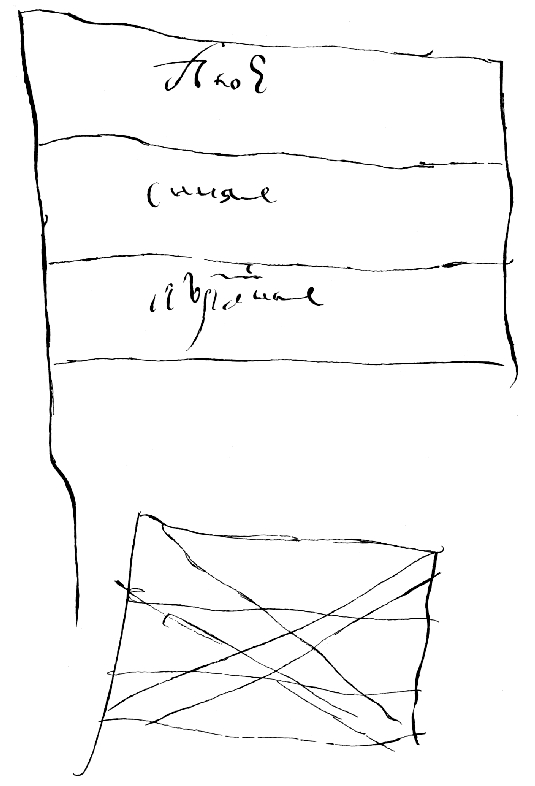
Рисунки флагов, сделанные Петром I в октябре 1699 года

Первым русским военно-морским флагом был флаг корабля «Орёл», построенного в 1667—1669 году. 9 (19) апреля 1667 года «Высочайшей властью Государства Московскаго» цветами флага были приняты белый, синий и красный. Однако, точный рисунок флага неизвестен. Предположительно, им могло быть или полотнище с синим прямым крестом и двумя белыми и двумя красными прямоугольниками (крыжами), или полотнище из трёх горизонтальных равновеликих полос — белой, синей и красной. С 24 апреля (4 мая) 1669 года на флаги («корабельныя знамёна») стали нашивать в центре двуглавые орлы, скорее всего, золотого (жёлтого) цвета.
В 1693 году небольшой отряд специально построенных малых судов Петра I спустился по Северной Двине к Белому морю и совершил поход на Соловецкие острова. В этом путешествии Петром I использовался флаг, сохранившийся до наших дней. В конце путешествия Пётр подарил флаг со своего судна в один из архангельских монастырей. По другим сведениям, флаг был пожалован архангельскому архиепископу Афанасию и хранился в кафедральном соборе города Архангельска с 1693 года, где тот сохранялся до начала XX века (до 1910 года), а затем поступил в Военно-морской музей в Петербурге, где находится и сегодня.
На гравюре 1700 года голландца Адриана Шхонебека о взятии Азова в 1696 году также изображены флаги с прямыми крестами (как прямоугольные, так и с двумя косицами).
Пётр I в марте 1699 года учредил первый в России орден — орден Святого апостола Андрея Первозванного. Главным изображением в знаке ордена был синий косой крест с изображением распятого святого апостола Андрея Первозванного (по христианскому преданию, апостол Андрей Первозванный был распят в 70 году н. э. в греческом городе Патры на косом кресте).
Пётр I на черновике указа посланнику в Стамбуле Е. И. Украинцеву, датируемом октябрём 1699 года, изобразил рисунки двух флагов: с тремя горизонтальными равновеликими полосами (с пометками — «белый», «синий» и «красный») и с синим косым крестом поверх этих полос.
В Российском Императорском флоте традиционно последними напутственными словами командиров кораблей к своим экипажам перед боем были: «С нами Бог и Андреевский флаг!».
Андреевский флаг просуществовал в Российском флоте до ноября 1917 года.

Андреевский флаг Царства Польского в составе Российской империи (1815—1833)
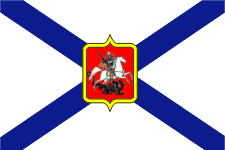
Георгиевский адмиральский флаг

### Название флага в разные исторические периоды
- С 13 (24) января 1720 года — Первый адмиральский флаг.
- С 25 февраля (8 марта) 1797 год — флаг старшего адмирала (командующего 1-й дивизией).
- С 12 (24) июля 1865 год по 16 (29) декабря 1917 год — кормовой флаг военных судов.
- С 16 (28) марта 1870 год по 16 (29) декабря 1917 год — стеньговый флаг адмирала.
- С 26 июля 1992 года — Военно-морской флаг.

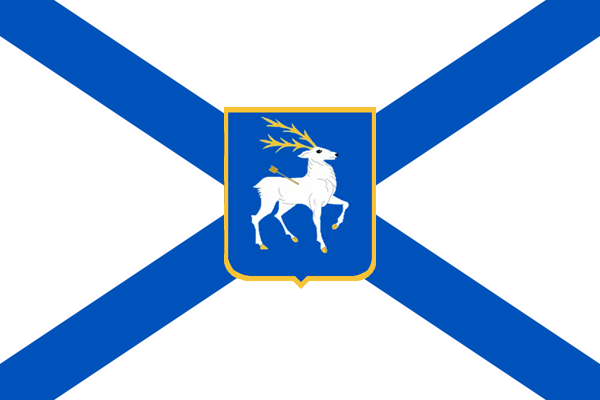
Военно-морской флаг кораблей Донской флотилии Всевеликого войска Донского
март 1918 — весна 1919 гг.

### Гражданская война
Во время Гражданской войны (во время похода Дроздовского весной 1918 года) белый Андреевский флаг был знаменем отряда полковника Жебрака.
С марта 1918 по весну 1919 года в качестве военно-морского флага кораблей Донской флотилии непризнанного государственного образования Всевеликое войско Донское (ВВД) был принят Андреевский флаг с помещённым в центре гербом ВВД — белый «елень (олень) пронзен стрелой» на синем щите.
Андреевский флаг продолжал использоваться на кораблях Белого движения во время и после Гражданской войны. Лишь в декабре 1924 года в городе Бизерта в северной Африке Андреевский флаг спустили последние русские корабли (29 декабря стало известно о признании Францией Советского правительства России).

### Военно-морской флаг РСФСР
5 (18) ноября 1917 года на первом заседании Первого Всероссийского съезда моряков была принята резолюция:

Поднять на всех судах Всероссийского Военного флота вместо Андреевского флага — флаг Интернационала в знак того, что весь русский военный флот, как один человек, встал на защиту народовластия в лице Советов рабочих, солдатских и крестьянских депутатов.

Далеко не все командиры военных кораблей посчитали это решение съезда обязательным к исполнению, поэтому продолжали использовать установленный Морским уставом военный [военно-морской] флаг России, гюйс и должностные флаги флота.
После перехода Управления морскими силами Балтийского флота в подчинение Центробалта 5 декабря 1917 года на штабном корабле «Кречет» был спущен флаг командующего флотом контр-адмирала А. Развозова и поднят флаг Военно-оперативного отдела ЦКБФ (Центральный комитет Балтийского флота), который представлял собой флаг Командующего флотом (1903 года) с красными буквами «СФ» и «РР» нашитыми попарно крест-накрест на синий косой (Андреевский) крест.

… 5. Военно-оперативный отдел держит флаг Командующего флотом с буквами С. Ф. Р. Р. (то есть «Свободный флот Республики Россия»).
— Приказ Верховной морской коллегии № 1 от 5 декабря 1917 г.

Государственный и военный флаг РСФСР. Образец 1918 года. (1918—1937)

В апреле 1918 года советскими властями был утверждён единый национальный и военный флаг РСФСР — представлявший собой, согласно его первоначальному описанию, «Красное Знамя с надписью „Россійская Соціалистическая Федеративная Совѣтская Республика“» (приказом № 320 по флоту и Морскому ведомству от 20 апреля допускалось использование аббревиатуры). Однако на практике этот флаг не использовался — использовалось просто красное полотнище. Поскольку Германия объявила, что признает российским флагом только флаг с надписью, Народному Комиссариату иностранных дел (НКИД) поручили разработать проекты новых флагов и в июне 1918 года был утверждён образец изображения флага РСФСР, разработанный по поручению НКИД художником-графиком Сергеем Васильевичем Чехониным, — красное прямоугольное полотнище, в верхнем углу которого, у древка, была помещена надпись «РСФСР» золотыми буквами, стилизованными под славянские; эта надпись от остальной части полотнища с двух сторон была отделена золотыми полосками, образующими прямоугольник, соотношение ширины флага к длине составляло 1:2.

«Морской флаг» РСФСР, 1920—1923 гг.

Конституция РСФСР 1918 года сохранила единый флаг, предусматривая что «Торговый, морской и военный флагъ Р.С.Ф.С.Р. состоитъ из полотнища красного (алого) цвета, в левомъ углу которого, у древка, наверху, помещены золотые буквы: Р.С.Ф.С.Р. или надпись: Россійская Соціалистическая Федеративная Республика». В 1920 году президиум ВЦИК принял постановление, текст которого дополнил Конституцию РСФСР в качестве статьи 90а:

90а. В изменение 90-й статьи Конституции РСФСР об установлении единообразного торгового, морского и военного флага, Всероссийский Центральный Исполнительный Комитет постановляет:
1. Оставить существующий образец в качестве военного флага (красный флаг с золотыми буквами Р.С.Ф.С.Р. в левом верхнем крыже).
2. Для торгового флота установить красный флаг с белыми буквами Р.С.Ф.С.Р. большого размера в середине флага.
3. Для морского флота установить красный флаг с якорем, красной звездой посередине его и белыми буквами Р.С.Ф.С.Р. в верхней части якоря.

Было заново изготовлено цветное изображение военного флага РСФСР, были выдержаны соотношения сторон полотнища — 1:2. К печатному образцу изображения флага было дано его описание:

Флаг Российской Республики — красного цвета. В верхнем левом углу буквы Р.С.Ф.С.Р. согласно рисунку. Буквы золотые, равно как и 2 стороны (нижняя и правая) прямоугольника, в коем они помещены. Длина флага вдвое больше ширины, длина прямоугольника для букв в два с половиной раза меньше длины флага, ширина прямоугольника вдвое меньше ширины флага.

.

### Военно-морской флаг СССР

Гюйс ВМФ РСФСР и СССР с 29 августа 1924 года до 7 июля 1932 года

После образования Союза Советских Социалистических Республик возникла необходимость утверждения флагов Военно-Морского Флота СССР. Флаги Российской империи были отменены ещё в 1917 году, а флаги РСФСР указывали на принадлежность только к РСФСР.
Первый флаг ВМФ СССР был разработан капитаном первого ранга Н. И. Ордынским, взявшим за основу кормовой флаг ВМС Японии.

Военно-морской флаг СССР, 1923—1935 гг.

Военно-морской флаг СССР, 1935—1950 гг.

24 августа 1923 года, на заседании Президиума ЦИК СССР, был особо учреждён кормовой флаг ВМФ СССР. В постановлении говорилось:

Военно-морской флаг — красного цвета, прямоугольный, посредине флага — белый круг (солнце) с 8 расходящимися белыми лучами к углам и серединным сторонам.
В круге красная пятиконечная звезда, внутри которой серп и молот, обращённая одним концом вверх.
Размеры: отношение длины флага к его ширине как 3 × 2; круг имеет размер — половина ширины флага; звезда имеет диаметр — 5/6 диаметра круга; ширина лучей в круге 1/24, в углах и серединах сторон флага — 1/10 ширины флага.

После создания 21 апреля 1932 года Морских сил Дальнего востока, преобразованных 11 января 1935 года в Тихоокеанский Флот, встал вопрос о замене Военно-морского флага, так как он был очень похож на военно-морской флаг Японии, что могло привести к возможным проблемам.
27 мая 1935 года, постановлением ЦИК и СНК СССР, был учреждён, в числе прочих, новый Военно-морской флаг.

Военно-морской флаг СССР — представляет собой белое полотнище с голубой полосой, идущей вдоль нижней кромки флага. На белом полотнище помещены: в центре левой половины (у шкаторины) красная пятиконечная звезда, обращённая одним конусом вверх; в центре правой половины полотнища — перекрещённые серп и молот красного цвета.
Диаметр звезды равен 2/3 ширины всего флага, а наибольший диаметр перекрещённых серпа и молота — 2/3 ширины белого полотнища. Отношение ширины белого полотнища к голубой полосе 5:1. Отношение длины флага к ширине 3:2.

### Объединённые Вооружённые Силы СНГ
16 января 1992 года в г. Москве на рабочей встрече глав государств Содружества Независимых Государств (Азербайджана, Армении, Белоруссии, Казахстана, Киргизии, Молдавии, России, Таджикистана, Туркмении, Узбекистана и Украины) было установлено, что Военно-Морской Флот бывшего Союза ССР входит в состав Стратегических Сил Содружества Независимых Государств и в качестве его основного (кормового) военно-морского флага вводится исторический российский Андреевский флаг (белое полотнище с двумя диагональными полосами голубого цвета), о чём 17 января 1992 года президент России Борис Ельцин объявил на Всеармейском офицерском собрании.

### Военно-морской флаг Черноморского флота в 1992—1995 гг.

Военно-морской флаг Черноморского флота
в 1992—1995 гг.

С 30 декабря 1991 года Черноморский флот бывшего СССР находился в составе Объединённых Вооружённых Сил Содружества Независимых Государств (ОВС СНГ).
С августа 1992 года Черноморский флот существовал как объединённый флот России и Украины, для кораблей и судов которого был предусмотрен Военно-морской флаг Черноморского флота, отличавшийся от военно-морского флага бывшего СССР отсутствием красной звезды, а также скрещённых серпа и молота.
9 июня 1995 года в городе Сочи (Краснодарский край, Россия) было подписано Соглашение между Российской Федерацией и Украиной по Черноморскому флоту, согласно которому с 1 января 1996 года Черноморский флот как единое целое прекращал своё существование и на его основе были созданы Черноморский флот ВМФ России и Военно-морские силы Украины.

## Российская Федерация
15 февраля 1992 года, в Санкт-Петербурге в Никольском морском соборе, был освящён Андреевский флаг Ленинградской военно-морской базы и вручён командиру этой базы В. Е. Селиванову.
21 июля 1992 года Указом Президента Российской Федерации, в связи с прекращением существования Союза ССР и необходимостью приведения статуса кораблей (катеров) и судов Военно-Морского Флота Российской Федерации и Министерства внутренних дел Российской Федерации в соответствии с требованиями международного права и на основании решения, принятого на рабочей встрече глав государств Содружества Независимых Государств от 16 января 1992 года, были утверждены описание и рисунки военно-морских флагов и вымпелов Российской Федерации.
26 июля 1992 года, в День Военно-Морского Флота, на кораблях, катерах и судах был произведён торжественный спуск военно-морских флагов, вымпелов СССР и торжественный подъём военно-морских флагов и вымпелов Российской Федерации.

### Военно-морской флаг

Военно-морской флаг Российской Федерации,
1992—2000 гг.

Военно-морской флаг Российской Федерации с 2001 г.

Флаг образца 1992 года представлял собой кормовой флаг кораблей Российского Императорского флота за исключением цвета Андреевского креста:

Военно-морской флаг — представляет собой белое полотнище с двумя диагональными полосами голубого цвета.
Размеры флага: отношение ширины флага к его длине — один к полтора; ширина голубой полосы равна 1/10 длины флага.

Федеральным законом от 29 декабря 2000 года № 162-ФЗ «О знамени Вооружённых Сил Российской Федерации, знамени Военно-Морского Флота, знамёнах иных видов Вооружённых Сил Российской Федерации и знамёнах других войск» установлено:

Статья 3. Знамя Военно-Морского Флота состоит из двустороннего полотнища, древка с навершием, со скобой и с подтоком. Полотнищем знамени Военно-Морского Флота является Военно-морской флаг Российской Федерации, представляющий собой белое прямоугольное полотнище, пересеченное синим диагональным (Андреевским) крестом. Отношение ширины флага к его длине 2:3. Отношение ширины концов креста к длине флага 1:10.

Флагу был возвращён исторический синий цвет диагонального креста. Данный закон вступил в силу 1 января 2001 года.
Указом президента РФ от 23 июля 2021 года № 428 положение 1992 года, номинально сохранявшее военно-морской флаг с голубыми полосами, было заменено новым, по которому описание военно-морского флага приводилось в соответствие с предусмотренным законом 2000 года описанием.

### Гвардейский Военно-морской флаг

Гвардейский Военно-морской флаг Российской Федерации, 1992—2000 гг.

Гвардейский Военно-морской флаг Российской Федерации с 2001 г.

Гвардейский Военно-морской флаг присваивается кораблям, удостоенным наименования гвардейского.

Гвардейский военно-морской флаг — представляет собой Военно-морской флаг с расположенной на нём гвардейской лентой, завязанной бантом, с развевающимися концами.
Гвардейская лента располагается посередине нижней половины полотнища, симметрично относительно средней вертикальной линии флага. Длина гвардейской ленты по прямой равна 11/12, а ширина 1/20 ширины флага.

### Орденский Военно-морской флаг

Орденский Военно-морской флаг Российской Федерации, 1992—2000 гг.

Орденский Военно-морской флаг Российской Федерации с 2001 г.

Кораблям, награждённым орденом Российской Федерации, присваивается Орденский Военно-морской флаг с изображением ордена, которым награждён корабль.

Орденский военно-морской флаг — представляет собой Военно-морской флаг, на котором в крыже помещается изображение ордена.
Размер крыжа — 1/4 часть полотнища флага.

### Гвардейский Орденский Военно-морской флаг

Гвардейский Орденский Военно-морской флаг Российской Федерации, 1992—2000 гг.

Гвардейский Орденский Военно-морской флаг Российской Федерации с 2001 г.

Кораблям, которые удостоены наименования гвардейского и награждены орденом Российской Федерации, присваивается Гвардейский Орденский Военно-морской флаг.

Гвардейский орденский военно-морской флаг — представляет собой Гвардейский военно-морской флаг, на котором в крыже помещается изображение ордена.
Размер крыжа — 1/4 часть полотнища флага.

## Военно-морской флаг в миниатюре
Андреевский флаг изображён на ведомственных медалях Министерства обороны Российской Федерации: «300 лет Балтийскому флоту», «За службу в морской пехоте» и «За службу в подводных силах».
В марте 1999 года «Почтой России» был выпущен почтовый блок «300 лет Андреевскому флагу» номиналом 7 рублей. На марке и на полях блока изображены парусные суда военно-морского флота России XVII—XVIII веков с кормовыми Андреевскими флагами, а фоном служит изображение карты мира. Блок был выпущен тиражом 250 000 экземпляров. Он получил Гран-при международного конкурса «Самые красивые филателистические выпуски 1999 года», проходившего в 2000 году в Риге (Латвия).
Также изображение флага можно увидеть на почтовом блоке, выпущенном в 2008 году в честь 225-летия Черноморского флота России.

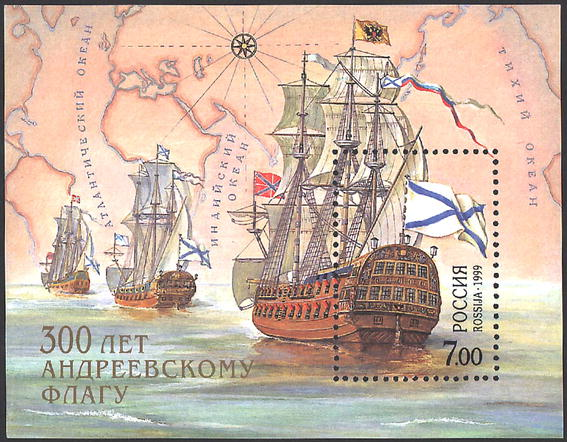
Почтовый блок «300 лет Андреевскому флагу»
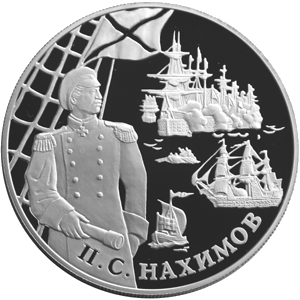
Серебряная монета Банка России, 25 рублей, 2002 год.

## Комментарии
1. ↑  6 — Военно-морской флаг,
7 — Гвардейский Военно-морской флаг,
8 — Орденский Военно-морской флаг,
9 — Гвардейский Орденский Военно-морской флаг.
2. ↑  Скорее всего, до 1703 года, когда на новом фрегате, получившем название «Штандарт», был поднят штандарт, представлявший собой жёлтое полотнище с двуглавым чёрным орлом, держащим морские карты с изображением Белого, Каспийского и Азовского морей — см. Иванов, 1971, С. 40; Басов, 2004, С. 53−54.
3. ↑  В связи с наличием фотографий сохранившегося флага (см. ниже) — реконструкция флага в Белавенец П. И., 1910, Рис. 4, С. 11. вызывает определённые вопросы. Скорее всего <ввиду отсутствия на тот момент вексиллографической традиции>, лицевая сторона флага расположена слева от «древка».

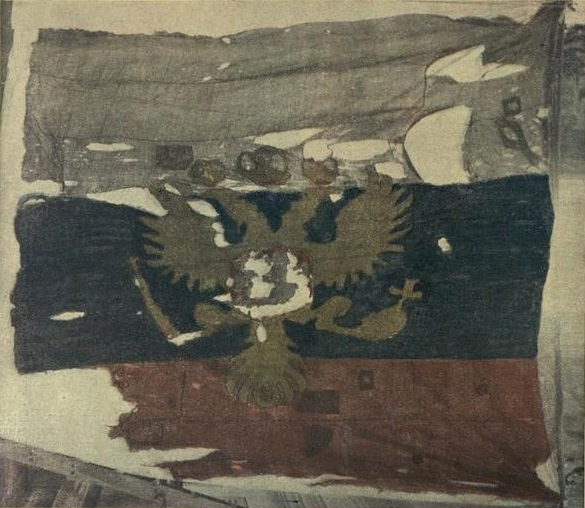
При внимательном рассмотрении изображения видно, что «древко», вернее, место крепления флага к подъемному тросу (и сам трос) расположены справа от флага.
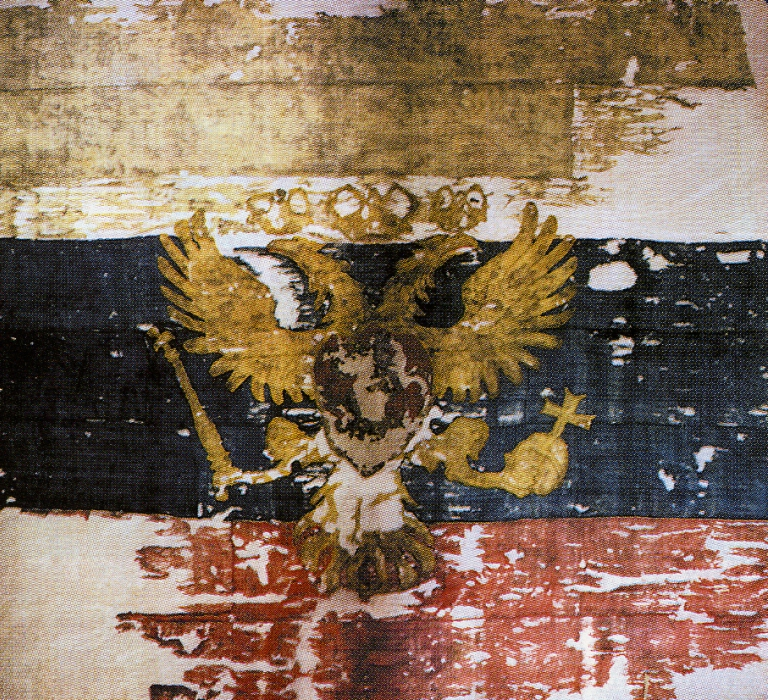
В первоисточнике[5] изображение зеркально отображено, что лишь подтверждает то, что лицевая сторона флага расположена слева от «древка».